# Krzysztof Stefański (piłkarz)
Krzysztof Stefański (ur. 19 czerwca 1968 roku w Łodzi) – polski piłkarz, grający na pozycji pomocnika. Obecnie jest trenerem grup młodzieżowych w klubie Germinal Beerschot Antwerpia.